# 4515 Khrennikov
4515 Khrennikov è un asteroide della fascia principale. Scoperto nel 1973, presenta un'orbita caratterizzata da un semiasse maggiore pari a 2,4131499 UA e da un'eccentricità di 0,1543631, inclinata di 1,96618° rispetto all'eclittica.